# Джеймс, Мэтти
Мэ́ттью Ли Джеймс (англ. Matthew Lee James; род. 22 июля 1991, Бейкап, Ланкашир, более известный как Мэ́тти Джеймс (англ. Matty James) — английский футболист, полузащитник валлийского клуба «Рексем». Воспитанник Академии «Манчестер Юнайтед» и брат другого воспитанника «Юнайтед», Риса.

## Клубная карьера
Джеймс выступал за Академию «Манчестер Юнайтед» с раннего возраста, а в октябре 2005 года дебютировал за команду «Юнайтед» до 18 лет. В ноябре 2007 года Мэтти впервые сыграл за команду резервистов «Манчестер Юнайтед». В мае 2009 года получил вызов в основной состав, получив футболку с номером «47». 24 мая 2009 года попал в заявку на матч Премьер-лиги против «Халл Сити», но провёл весь матч на скамейке запасных.
В июле 2009 года подписал свой первый профессиональный контракт с «Манчестер Юнайтед». 17 августа сыграл в финале Большого кубка Ланкашира против «Болтон Уондерерс», в котором «Юнайтед» одержал победу со счётом 1:0 благодаря голу Федерико Македы. 27 октября 2009 года попал в заявку первой команды на игру Кубка Футбольной лиги против «Барнсли», но на поле не вышел.
В феврале 2010 года Джеймс отправился в аренду в «Престон Норт Энд» до окончания сезона. 9 февраля дебютировал за «Престон» в матче против «Шеффилд Юнайтед», и уже на 10-й минуте встречи забил гол; Престон в итоге выиграл со счётом 2:1. После завершения сезона 2009/10 Джеймс вернулся в «Манчестер Юнайтед», но 2 июля 2010 года вновь перешёл в «Престон» на правах аренды.
30 декабря 2010 года сэр Алекс Фергюсон отозвал из аренды Ричи де Лата, Джошуа Кинга и Мэтти Джеймса после увольнения его сына Даррена с поста главного тренера «Престона».
15 мая 2012 года Мэтти Джеймс и его одноклубник по «Манчестер Юнайтед» Ричи Де Лат перешли в «Лестер Сити», сумма трансфера не разглашается. Оба игрока подписали с «лисами» трёхлетние контракты. Джеймс, вместе с Де Латом и Джейми Варди, дебютировали за новый клуб 14 августа 2012 года в игре Кубка Футбольной лиги против «Торки Юнайтед». Джеймс забил гол на 50-й минуте в своём дебютном матче за «лис».
В сезоне 2013/14 Джеймс сыграл 35 матчей в Чемпионшипе и помог своей команде выйти в Премьер-лигу.
21 сентября 2014 года Мэтти сыграл свой первый матч в Премьер-лиге, выйдя на замену в матче против своего бывшего клуба «Манчестер Юнайтед», в котором «лисы» одержали победу со счётом 5:3.
25 января 2017 году отправился в аренду в «Барнсли».
6 января 2021 года был отдан в аренду в «Ковентри Сити».
23 июня было анонсировано, что Джеймс подписал трехлетний контракт с клубом «Бристоль Сити». 

## Карьера в сборных
Джеймс выступал за сборные Англии до 16, до 17, до 19 и до 20 лет. Сыграл на юношеском чемпионате Европы 2009 года.

## Достижения

### Командные достижения
Лестер Сити
- Победитель Чемпионшипа: 2013/14

### Личные достижения
- Молодой игрок сезона в «Лестер Сити»: 2013/14